# Кастиљоне ди Каровили
Кастиљоне ди Каровили је насеље у Италији у округу Изернија, региону Молизе.
Према процени из 2011. у насељу је живело 196 становника. Насеље се налази на надморској висини од 922 м.